# Saint-Évarzec
Saint-Évarzec è un comune francese di 3 536 abitanti situato nel dipartimento del Finistère nella regione della Bretagna.

## Società

### Evoluzione demografica
Abitanti censiti